# Illustrious (lớp tàu sân bay)
Lớp tàu sân bay Illustrious bao gồm những tàu sân bay hạm đội của Hải quân Hoàng gia Anh và là những tàu chiến Anh Quốc quan trọng nhất trong Chiến tranh Thế giới thứ hai. Chúng được đặt lườn vào cuối những năm 1930 như một phần của chương trình tái vũ trang quân đội Anh nhằm đối phó lại những mối đe dọa xuất hiện từ phía Đức Quốc xã, Phát xít Ý và Đế quốc Nhật.
Lớp Illustrious bao gồm bốn chiếc: HMS Illustrious, HMS Formidable, HMS Victorious và HMS Indomitable; riêng chiếc cuối cùng Indomitable được chế tạo với thiết kế thay đổi đôi chút, bao gồm một sàn chứa máy bay thứ hai bên dưới sàn chứa chính và chỉ dài phân nửa. Hai tàu sân bay tiếp theo sau thuộc lớp Implacable cũng được chế tạo với thiết kế thay đổi sao cho có thể chở một lượng máy bay lớn hơn. Implacable và Indefatigable có hai tầng chứa máy bay, đánh đổi lại khoảng trần bị giới hạn chỉ cao có 4,2 m (14 ft).
Mỗi chiếc trong lớp đều đã có vai trò nổi bật trong các trận chiến trong Thế Chiến II: HMS Victorious cùng với tàu sân bay HMS Ark Royal tham gia săn đuổi chiếc thiết giáp hạm Đức Bismarck cùng chiếc HMS Ark Royal, Illustrious và Formidable tham gia nhiều trận chiến tại mặt trận Địa Trung Hải trong những năm 1940 và 1941. Cả ba đã hoạt động cùng hạm đội Thái Bình Dương Anh Quốc vào năm 1945.

## Thiết kế và khái niệm
Lớp Illustrious được thiết kế trong quy định cho phép của Hiệp ước Hải quân London thứ hai, giới hạn tải trọng của tàu sân bay không vượt quá 23.000 tấn. Chúng khác biệt đáng kể về khái niệm so với chiếc tàu sân bay hiện đại duy nhất của Hải quân Anh vào lúc đó, HMS Ark Royal, và có thể được mô tả là gần gũi với các tàu sân bay Hoa Kỳ đương thời thuộc các lớp Yorktown và Essex. Lớp Illustrious tiếp theo sau lớp Yorktown nhưng dẫn trước lớp Essex.
Trong khi các thiết kế khác chú trọng đến một lực lượng không quân lớn như là phương tiện bảo vệ chủ yếu, lớp Illustrious dựa trên hỏa lực pháo phòng không của chính nó và phương cách phòng vệ thụ động dựa trên sàn đáp được bọc thép để tồn tại; làm giảm bớt số máy bay có thể mang theo. Các tàu sân bay khác có lớp vỏ giáp bọc thép ở các lớp sàn bên dưới (sàn chứa máy bay hoặc sàn chính); lớp sàn đáp không được bảo vệ cùng hầm chứa máy bay bên dưới tạo nên một phần của cấu trúc thượng tầng, và không được bảo vệ cho dù là những quả bom nhỏ. Tuy nhiên, hầm chứa máy bay có thể làm lớn hơn, và do đó mang được nhiều máy bay hơn; nhưng sự khác biệt về dung lượng máy bay giữa những chiếc tàu sân bay này so với các đồng nghiệp Mỹ chủ yếu là do học thuyết hoạt động của Hải quân Mỹ, vốn cho phép sử dụng các chỗ đậu cố định máy bay trên sàn đáp nhằm tăng dung lượng máy bay. Hầm chứa máy bay của lớp Illustrious rộng khoảng 85% so với chiếc USS Enterprise, nhưng Enterprise thường chở 50% số máy bay của nó trên sàn đáp. Hai hầm chứa máy bay của chiếc Indomitable trong thực tế còn rộng hơn so với Enterprise, nhưng nó lại mang theo ít máy bay hơn vì nó không có các chỗ đậu cố định trên sàn đáp. Đến những năm 1944 - 1945, các tàu sân bay Hải quân Hoàng gia bắt đầu có các chỗ đậu cố định với kích cỡ tương đương với các đồng nghiệp Mỹ, và điều này đã giúp làm tăng đáng kể dung lượng máy bay.
Trong lớp Illustrious, vỏ giáp bảo vệ được thực hiện ở mức sàn đáp, vốn trở thành lớp sàn cứng chắc, và tạo nên một hầm chứa máy bay dạng hộp được bọc thép vốn là một phần của cấu trúc thân tàu. Tuy nhiên, để có thể thực hiện điều này mà không làm gia tăng trọng lượng rẽ nước, người ta phải thu nhỏ đáng kể kích thước và chiều cao của sàn chứa. Ba chiếc sau này, Indomitable, Indefatigable và Implacable, được thiết kế lại với hai tầng sàn chứa máy bay cho phép chở theo một liên đội máy bay lớn hơn so với thiết kế ban đầu. Thiết kế nguyên thủy được dự định với 36 máy bay, nhưng sau này các con tàu thường hoạt động cho đến 72 chiếc. Tuy nhiên, khoảng trống trên trần các hầm chứa máy bay thấp hơn (4,88 m/16 ft của hầm bên trên và 4,27 m/14 ft của hầm bên dưới đối với những chiếc sau này) nên không thuận lợi so với 5,3 m (17 ft 3 in) của lớp Essex, 5,38 m (17 ft 6 in) của Enterprise và 6,1 m (20 ft) của chiếc USS Saratoga. Điều này đã giới hạn việc hoạt động đối với các kiểu máy bay lớn, đặc biệt là sau chiến tranh.
Sơ đồ vỏ giáp được thiết kế để có thể chịu đựng bom 454 kg (1.000 lb) hoặc nặng hơn nếu chạm ở một góc xiên; tại các chiến trường nhà và Địa Trung Hải, có khả năng là các tàu sân bay sẽ phải hoạt động trong phạm vi tấn công của máy bay xuất phát từ đất liền. Sàn đáp có lớp vỏ giáp dày 76 mm (3 inch), được vây kín bởi hông và vách ngăn dày 112 mm (4,5 inch). Đai giáp chính bảo vệ quanh các khu vực phòng máy, kho xăng dầu, hầm đạn và kho bom. Các thang nâng máy bay được đặt bên ngoài hầm chứa máy bay ở hai đầu, với lối ra vào thông qua các cửa lùa bọc thép tại các vách ngăn cuối. Sau này trong chiến tranh, người ta thấy những quả bom xuyên thủng được và phát nổ bên trong hầm chứa máy bay bọc thép có thể gây biến dạng cấu trúc, vì chúng là một phần của cấu trúc con tàu.
Vũ khí trang bị cho lớp tàu này tương tự như của chiếc Ark Royal, bao gồm tám tháp pháo 4,5 inch nòng đôi. Vì con tàu dựa trên hỏa lực của chính nó, chứ không phải là máy bay, để tự bảo vệ, các khẩu pháo được bố trí đủ cao để có thể ngang qua sàn tàu. Máy bay được tháo bỏ nhiên liệu và cất dưới sàn chứa để bảo vệ trong khi bị không kích. Lớp Illustrious được trang bị bốn tháp kiểm soát hỏa lực góc cao (HACS) để điều khiển các khẩu pháo 4,5 inch.

## Số phận của lớp
Illustrious và Formidable không tồn tại lâu sau Chiến tranh Thế giới thứ hai. Giống như tàu sân bay Mỹ Enterprise đương thời, chúng phải chịu đựng cuộc Thế chiến 2 kéo dài trong vòng 6 năm với nhiều tổn thất nên bị hư hại và hao mòn đi nhiều. Việc sửa chữa và tân trang chúng còn tốn kém hơn so với việc đóng mới thay thế. Illustrious bị tháo dỡ vào năm 1957. Formidable bị tháo dỡ vào năm 1953. Indomitable được tái trang bị rộng rãi, bao gồm các lò hơi mới từ năm 1948 đến năm 1950 và được phục vụ như là soái hạm của Hạm đội Nhà. Nó bị một vụ nổ xăng ở boong chứa máy bay vào đầu năm 1953 và được đưa vào lực lượng dự bị sau cuộc Duyệt binh đăng quang tháng 10 năm 1953 của Nữ hoàng Elizabeth II rồi bị loại bỏ vào năm 1955. Chiếc cuối cùng trong lớp, Victorious, có cuộc đời phục vụ sau chiến tranh kéo dài, khi nó được tái cấu trúc lại khá tốn kém để có thể hoạt động với máy bay phản lực trong thời kỳ Chiến tranh Lạnh. Nó được cho nghỉ hưu vào năm 1968 sau một vụ hỏa hoạn nhỏ và bị tháo dỡ vào năm 1969.

## Những chiếc trong lớp
| Tàu         | Đặt lườn             | Hạ thủy             | Hoạt động            | Số phận                                       |
| Formidable  | 17 tháng 6 năm 1937  | 17 tháng 8 năm 1939 | 24 tháng 11 năm 1940 | Ngừng hoạt động năm 1947; bị tháo dỡ năm 1953 |
| Illustrious | 27 tháng 4 năm 1937  | 5 tháng 4 năm 1939  | 25 tháng 5 năm 1940  | Ngừng hoạt động năm 1954; bị tháo dỡ năm 1957 |
| Indomitable | 10 tháng 11 năm 1937 | 26 tháng 3 năm 1940 | 10 tháng 10 năm 1941 | Ngừng hoạt động năm 1953; bị tháo dỡ năm 1955 |
| Victorious  | 4 tháng 5 năm 1937   | 14 tháng 9 năm 1939 | 14 tháng 5 năm 1941  | Ngừng hoạt động năm 1968; bị tháo dỡ năm 1969 |